# Aster philippinensis
Bạch Phi cúc (danh pháp hai phần: Aster philippinensis) là một loài thực vật có hoa trong họ Cúc. Loài này được S.Moore mô tả khoa học đầu tiên năm 1905.